# 藤井滋穂
藤井 滋穂（ふじい しげお、1955年 - ）は、日本の工学者、環境学者。京都大学大学院地球環境学堂教授。専門は、水環境衛生（流域汚濁機構解明、汚濁制御）。

## 略歴
東海高等学校卒。京都大学工学部衛生工学科卒業。工学博士（京都大学）取得。京都大学工学部助手、助教授を経て2001年から現職。生活関連化学物質の環境動態解析と効率的対策、アジア都市における水環境・衛生管理戦略、沿岸域植物帯再生、琵琶湖植物プランクトン種遷移を専門としている。第48回環境工学研究フォーラム論文賞、環境技術・プロジェクト賞受賞。